# 野坂恒
野坂 恒（のさか ひさし、1968年 - ）は日本の漫画家、イラストレーター、デザイナー。かつては野坂尚史（のさか ひさし）名義も使用していた。東京都出身。

## 人物
- 安西信行のアシスタント出身[1]。
- 高取ヒデアキとは高校時代の同級生であり[1]、現在も交流がある。高取のファーストアルバムやZ旗のCDジャケットデザインを手がけているほか[1]、高取が「四六時夢中シンケンジャー」歌唱時に着用する衣装および、サイキックラバーが「侍戦隊シンケンジャー」歌唱時に着用する衣装は、野坂の書き起こしたデザインが元となっている。

## 作品

### 漫画
- MIXIM☆11（週刊少年サンデー、2008年 - ）※安西信行との合作。安西信行野坂尚史、安西信行☆野坂恒（現在は安西信行）名義。
- 幻星神ジャスティライザー（月刊マガジンZ、原作：東宝 ジャスティライザープロジェクト）※野坂尚史名義

### イラストレーション
- Saint October（本文イラスト担当）※野坂尚史名義

## 師匠
- 安西信行